# Rugops

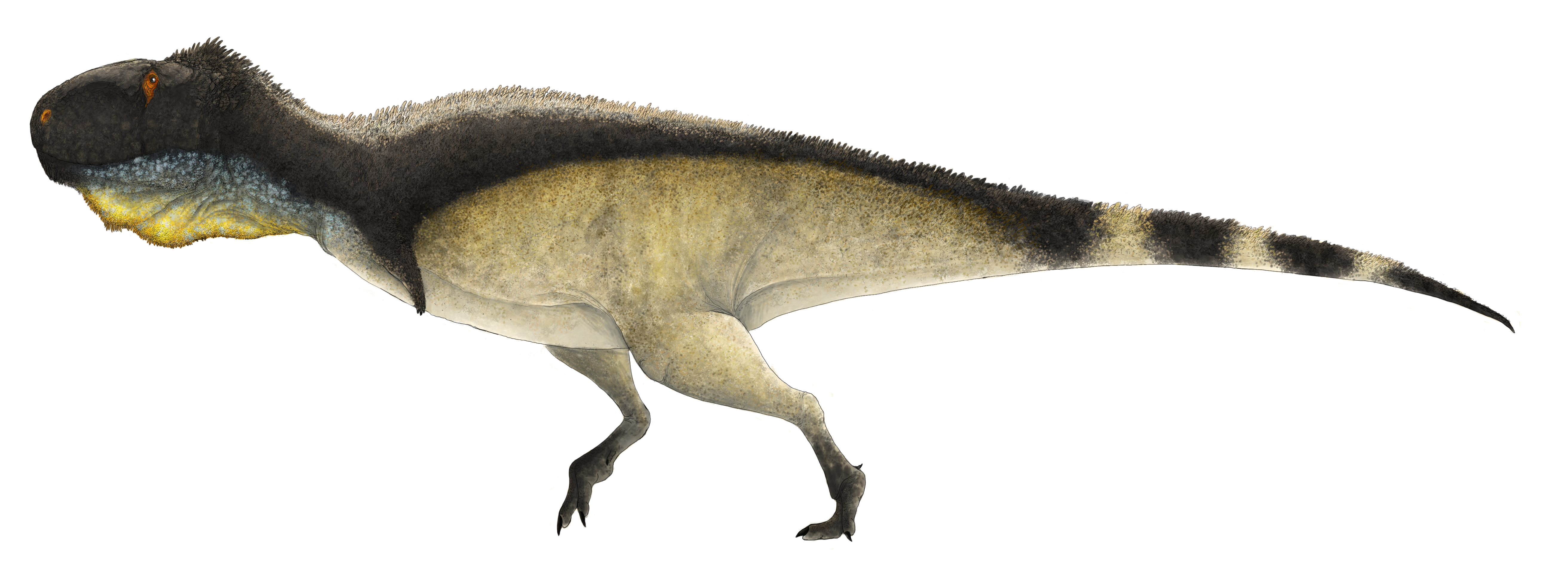
Reconstrução de um Rugops

Rugops é um gênero de dinossauro terópode que habitou o que é agora a África há aproximadamente 95 milhões de anos (estágio Cenomaniano do Cretáceo Superior). A descoberta de um crânio de Rugops no Níger em 2000 foi uma descoberta crucial na compreensão da evolução dos terópodes nessa área e demonstra que esta massa de terra ainda estava unida com a Gondwana naquela fase da história.

## Descrição

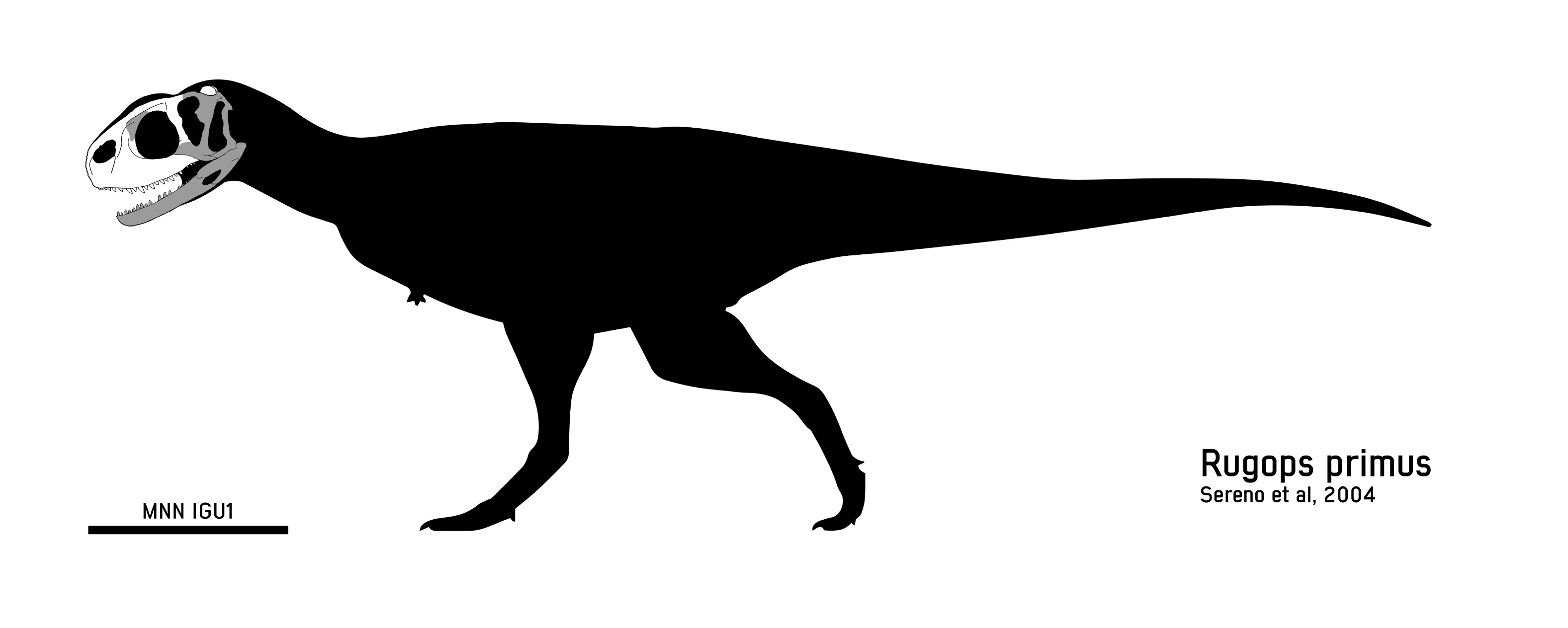
Holótipo do único espécime conhecido: MNN IGU1

Embora esta espécie seja conhecida apenas a partir de um crânio, Rugops foi estimado como sendo 6 metros de comprimento e 750 kg de peso com base em comparações com seus parentes.
Estimativas posteriores sugerem um comprimento revisado de 4,4 metros. O crânio tinha armadura ou balança, e outros ossos tinham muitos vasos sanguíneos, fazendo com que Paul Sereno, que liderava a equipe que descobriu o fóssil, dissesse: "Não é o tipo de cabeça projetada para lutar ou esmagar ossos" Sugerindo que pode ter sido um limpador. O crânio também tem duas fileiras de sete buracos, cada um de propósito desconhecido, embora Sereno tenha especulado que eles podem ter ancorado algum tipo de crista ou chifres.
Como outros abelisauros, Rugops provavelmente tinha braços muito curtos. Estes eram provavelmente inúteis na luta. Eles podem ter sido apenas ferramentas de equilíbrio, itens para contrabalançar a cabeça do dinossauro. A espécie de tipo é R. primus (que significa "primeira face de rugas"), descoberta na Formação Echkar da Era Cenomaniana. Rugops é acreditado para ser um abelisaurídeo, e é relacionado a Majungasaurus.